# جزيرة بفت تلار

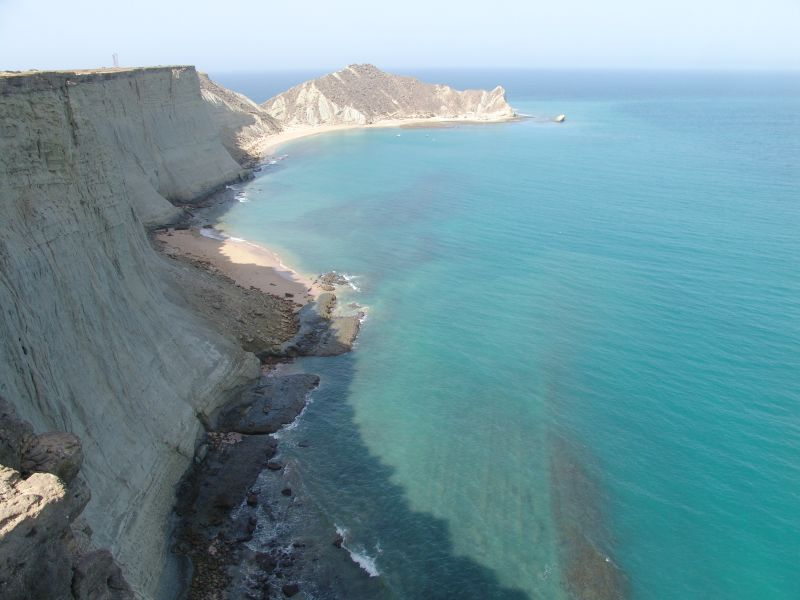
منظر للواجهة الشمالية من جزيرة بفت تلار.

جزيرة بفت تلار المعروف أيضا باسم جزيرة هفت تالار هي جزيرة تتكون من سبع تلال وهي جزيرة باكستانية صغيرة غير مأهولة تقع في بحر العرب وتبعد حوالي 25 كيلومتر (16 ميل) إلى الجنوب من أقرب جزء من الساحل و39 كيلومتر (24 ميل) إلى الجنوب الشرقي من ميناء أباسني للصيد. بفت تلار أكبر جزيرة في باكستان حيث يبلغ طولها حوالي 6.7 كيلومتر (4.2 ميل) وأقصى عرض 2.3 كيلومتر (1.4 ميل) وتبلغ مساحتها حوالي 6.7 كيلومتر مربع (2.6 ميل مربع). أعلى نقطة تبلغ ارتفاعها 246 قدم (75 متر) فوق مستوى سطح البحر. إداريا تتبع الجزيرة منطقة باسني التابعة لمنطقة جوادر في إقليم بلوشستان. يمكن الوصول إلى الجزيرة من خلال زوارق بمحركات من باسني وتستغرق الرحلة حوالي 5 ساعات للوصول إلى الجزيرة.

## التاريخ
أقرب ذكر للجزيرة في حساب آريانوس للأدميرال نيارخوس الذي أرسل من قبل الإسكندر الأكبر لاستكشاف سواحل بحر العرب والخليج العربي في عام 325 قبل الميلاد. كان البحارة في أسطول نيارخوس «خائفون بسبب الحكايات الغريبة التي حكيت لهم حول الجزيرة غير المأهولة التي أطلق عليها آريانوس اسم نوسالا».

## الجغرافيا
تتكون الجزيرة من هضبة مالة كبيرة وسلسلة من سبع تلال صغيرة (ومن هنا جاء الاسم المحلي هفت تالار أو التلال سبعة) مع صدوع وشقوق عميقة التي يصل عمقها لعدة أقدام واسعة. هناك عدة كهوف وخلجان طبيعية في الجزيرة. الجانب الجنوبي من الجزيرة يحتوي على منحدرات متدرجة في حين الجانب الشمالي عبارة عن هاوية مثل مع هبوط عمودي حاد.

## البيئة
ساعدت العزلة على الحفاظ على عدة أشكال من الحياة المستوطنة على الجزيرة. عش السلاحف المهددة بالانقراض مثل السلحفاة الخضراء واللجأة صقرية المنقار موجود على الشاطئ في المنحدرات الصخرية. الجزيرة موطن زواحف مثل أفعى أستولا. كما أن الجزيرة تستضيف عدد كبير من الطيور المائية بما في ذلك الكروان والبقويقة والنورسية والزقزاقاوات والمدروان. القطط جُلبت من قبل الصيادين للسيطرة على القوارض المتوطنة التي تشكل تهديدا متزايدا لمواقع تربية الحيوانات البرية. مثلا كان يتواجد نورس أسخم في الجزيرة ولكنه انقرض من الجزيرة بسبب الفئران.
الغطاء النباتي في الجزيرة متفرق ويتألف في معظمها من الدعك والشجيرات الكبيرة. لا توجد أشجار في الجزيرة. أكبر شجيرة على الجزيرة هي الغاف عسيلي الأزهار الذي جلب إلى جنوب آسيا في عام 1877 من أمريكا الجنوبية. لا يوجد أي مصدر للمياه العذبة في الجزيرة والنباتات تعتمد على مياه الأمطار أحيانا ورطوبة التربة من أجل البقاء. الجزيرة أيضا موطن للشعب المرجانية.

## ملامح من صنع الإنسان
في عام 1982 نصبت حكومة باكستان منارة صغيرة تعمل بالغاز على الجزيرة لسلامة السفن المارة والتي حلت محلها أخرى تعمل بالطاقة الشمسية في عام 1987.
بين شهري سبتمبر ومايو من كل عام فإن الجزيرة تكون قاعدة مؤقتة لصيادي البر الرئيسي لصيد الكركند والمحار. من يونيو إلى أغسطس تظل الجزيرة غير مأهولة بسبب انتهاء موسم الصيد وهيجان البحر وارتفاع المد والجزر.
يوجد مسجد صغير مخصص للمسلمين باسم بير الخواجة خضر الذي يستخدم من قبل صيادي البر الرئيسي خلال موسم الصيد. توجد أنقاض معبد هندوسي قديم للإله الهندوسي كالي. كانت تعرف الجزيرة أيضا تعرف عند الهندوس باسم ساتاديب.
في إنديكا آريانوس فإنه يصف الرحلة الغربية لأسطول الإسكندر الأكبر بعد حملة وادي السند (325 قبل الميلاد) ونقل عن الأميرال نيارخوس بأنها ترتكز على جزيرة اسمها كارنين. قيل أنه يسكنها آكلو السمك (باليونانية: Ichthyophagoi)‏ حيث أن لطعم الحمل والضأن طعم السمك. أصبحت العبارة الفارسية ماهي خوران (آكلو السمك) هي الاسم الحديث لمنطقة مكران الساحلية. افترض بعض العلماء أن كارنين هي بفت تلار دون النظر إلى الجفاف الشديد ونقص المياه العذبة مما يجعل المكان غير مضياف للاستخدام الآدمي وكذلك لتربية الحيوانات. في جميع الاحتمالات فإن كارنين كانت اسم جزيرة في البحر الداخلي المعروف حاليا باسم خور كالمات.

## السياحة البيئية
الجزيرة شعبية ولكنها صعبة الوصول لكي تكون مقصد للسياحة البيئية بالإضافة إلى عدم وجود مرافق سكن في الجزيرة. يتوجب على السياح تثبيت خيامهم على سطح الجزيرة كما يجب إحضار كل ما يلزم للمبيت هناك. التخييم والصيد والغطس شعبي. يعتبر أيضا موقع لمراقبة تكاثر السلاحف. كان هناك بعض الأضرار التي لحقت بالبيئة في الجزيرة بسبب الفئران والقطط المستأنسة التي خلفها الصيادين التي هددت مواقع تعشيش الطيور ومفرخات السلاحف.